# Jacobus Henricus van 't Hoff
Pour les articles homonymes, voir Hoff.
Jacobus Henricus van 't Hoff, né le 30 août 1852 à Rotterdam et mort le 1er mars 1911 à Steglitz, est un chimiste néerlandais. Il reçoit le premier prix Nobel de chimie en 1901. Ses principaux travaux de recherche en chimie théorique et physique ont concerné les fondements de la représentation et de la modélisation stéréochimique des formes moléculaires dans l'espace, l'écriture et la modélisation des réactions en prenant systématiquement en compte les données thermodynamiques et l'aspect des corps chimiques, la caractérisation des équilibres chimiques et des vitesses de réaction. Il a expliqué la pression osmotique par la modélisation des solutions salines. Ce pionnier d'une chimie théorique rigoureuse a contribué à la création de la chimie physique telle que nous la connaissons aujourd'hui.

## Enfance et études
Jacobus van 't Hoff est né à Rotterdam dans une famille libérale, son père est un médecin cultivé, appartenant à la bourgeoisie francophile des Pays-Bas. Dès son plus jeune âge, Jacob est intéressé par les sciences pures. Si son père admet que la chimie soit une discipline instructive et une science formatrice, il lui dénie le droit d'être un métier honorable, constatant le mode de vie peu lucratif des scientifiques. Ainsi il force son fils à des études classiques au lycée, puis en 1869 lui abandonne une formation généraliste d'ingénieur à l'institut polytechnique de Delft. Jacob est alors un étudiant néo-romantique, rêvant sur la poésie de Lord Byron et vibrant devant la sépulcrale rigueur positiviste. Il semble avoir abandonné sa vocation de chimiste. 
Mais le jeune adulte dévie soudain de la ligne paternelle et se consacre entièrement à la chimie à Delft en 1871. Conscient des lacunes de sa formation, il part approfondir les mathématiques à l'université de Leyde. Au cours de l'année 1872-1873, le voilà à Bonn en Allemagne dans le laboratoire de Friedrich Kekulé. Ce dernier constatant la grande aisance de son élève en français le recommande par écrit à l'alsacien Charles Adolphe Wurtz à Paris. Il gagne alors le laboratoire de Wurtz où il fait ses premiers pas d'étudiant en recherche au cours des deux semestres 1873-1874 avec Joseph Achille Le Bel. La rencontre des deux jeunes théoriciens préoccupés de formes moléculaires dans l'espace peut paraître insignifiante et éphémère dans une France qui sort humiliée de la guerre et de l'occupation, elle est néanmoins riche de perspectives scientifiques. 
Rentré en Hollande, il rédige et reçoit son doctorat à l'université d'Utrecht en 1874. Il surprend ses parents inquiets de son orientation en trouvant un emploi de professeur à l'école vétérinaire d'Utrecht.

## Chercheur en chimie

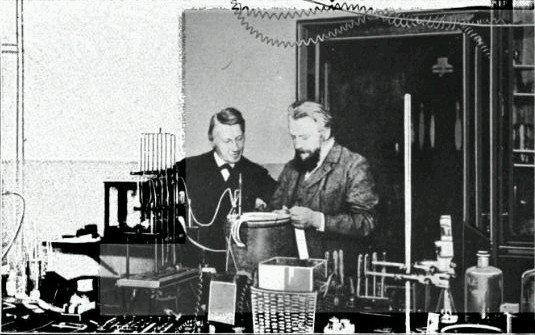
Jacobus van 't Hoff avec son collègue chimiste germano-balte Wilhelm Ostwald.

Les expériences parisiennes ont stimulé sa réflexion et, avant l'obtention formelle de son diplôme de fin d'étude universitaire, il publie un article et un rapport surprenant, fruit de l'observation sur les rapports entre le pouvoir rotatoire des composés organiques et leur composition chimique. Constatant l'intérêt de la communauté scientifique, il publie aussitôt le rapport dans un livre directement écrit en français : La Chimie dans l'espace. Suivant la démarche préconisée par son ami Le Bel, il y développe les principes fondateurs de la stéréochimie. Figure en bonne place la théorie de l'atome de carbone tétravalent asymétrique, c'est-à-dire portant quatre groupements différents. Les idées formulées sont admises par Wilicénius. Il dénomme cette proposition « isomérie optique » et s'empresse de traduire en allemand l'ouvrage du jeune chercheur. Une intense agitation gagne la communauté des chimistes. Elle suscite l'ironie d'Hermann Kolbe et des partisans de l'Allemagne unie, fière de leur suprématie technique et scientifique. 
Les scientifiques néerlandais essayent d'attirer le jeune chercheur dans le giron universitaire. Van 't Hoff, professeur de chimie et de physique au collège vétérinaire d'Utrecht, est nommé en 1877 lecteur à l'université d'Amsterdam, puis promu en 1878 professeur de chimie. Dans les faits, il enseigne autant la minéralogie et la géologie que la chimie. Plus qu'à sa charge lourde d'enseignement, le sérieux professeur doit à la variété des milieux et des champs scientifiques qu'il est obligé de côtoyer la fécondité de ses conceptions en chimie théorique. 
En 1878, il épouse Johanna Francina Mees avec qui il a deux filles, Johanna Francina (née en 1880) et Aleida Jacoba (née en 1882), et deux fils, Jacobus Hendricus (né en 1883) et Govert Jacob (né en 1889).
Mais s'il reste simple professeur pendant presque dix-huit ans avant de prendre la direction de la chaire du département de chimie de l'université d'Amsterdam, il continue ses recherches suscitant la sympathie de chercheurs allemands. En 1887, il fonde avec le chimiste allemand Wilhelm Ostwald la revue scientifique Zeitschrift für Physikalische Chemie (Journal de Chimie Physique). Devant le succès de l'entreprise éditoriale, le chercheur essaie enfin de se libérer des énormes responsabilités  d'enseignement : il est appelé en fin de carrière de 1896 à 1911 à un poste scientifique sans obligation d'enseignement régulier à l'université de Berlin. 
Il rédige un cours, met en forme ses idées avant de recevoir le premier prix Nobel de chimie pour ses travaux touchant les solutions chimiques. Il meurt à Steglitz, en Allemagne, de la tuberculose.
Il est enterré au cimetière de Dahlem à Berlin.

## Travaux scientifiques
Trois mois avant l'obtention de son doctorat, Van 't Hoff a déjà publié la première de ses importantes contributions à la chimie organique. En 1874, il explique le phénomène d'activité optique, en supposant que les liaisons chimiques entre les atomes de carbone et leurs voisins sont dirigées en direction des angles d'un tétraèdre régulier (chiralité). Cette structure en trois dimensions explique parfaitement la présence des isomères trouvés dans la nature. Il partage le crédit de cette découverte avec le chimiste français Joseph Le Bel, qui présente indépendamment la même idée. 
Van 't Hoff a publié cette théorie, qui est aujourd'hui considérée comme le fondement de la stéréochimie, d'abord dans une brochure néerlandaise publiée à l'automne 1874, puis en mai suivant dans un petit livre en français intitulé La Chimie dans l'espace. Une traduction allemande est apparue en 1877, à une époque où le seul travail que Van 't Hoff pouvait trouver était à l'École vétérinaire d'Utrecht. Au cours de ces premières années, sa théorie a été largement ignorée par la communauté scientifique et a été vivement critiquée par un éminent chimiste, Hermann Kolbe. Celui-ci a écrit :

« Un certain Dr J.H. Van 't Hoff de l'École vétérinaire d'Utrecht n'a apparemment pas d'affection pour les recherches chimiques exactes. Il a jugé plus commode de monter Pégase (apparemment emprunté à l'École vétérinaire) et de proclamer dans La chimie dans l'espace comment, dans son vol audacieux vers le sommet du Parnasse chimique, les atomes lui sont apparus disposés dans l'espace cosmique. »

Cependant, vers 1880, le soutien à la théorie stéréochimique de Van 't Hoff a été reconnu par des chimistes allemands aussi importants que Johannes Wislicenus et Viktor Meyer.
En 1884, il publie Études de Dynamique chimique qui résume le résultat de ses recherches sur la cinétique chimique. Il décrit une nouvelle méthode de détermination de l'ordre des réactions en utilisant des graphiques et applique les lois de la thermodynamique aux équilibres chimiques. La caractérisation des multiples sels du gisement potassique de Staßfurt l'ont amené à l'étude généralisée des équilibres hétérogènes des sels. La rapidité des réactions chimiques est étayée par la vieille théorie des affinités. Il préserve et introduit une notion revalorisée d'affinité chimique.
En 1886, il montre la similarité entre le comportement des solutions diluées et des gaz. Cette théorie osmotique des solutions ouvre une explication à la pression osmotique comme à une détermination expérimentale de la masse moléculaire M du soluté. 
Jusqu'en 1895, il travaille sur la théorie de dissociation des électrolytes. Il rejoint alors la position discutée d'Arrhenius sur la dissociation électrolytique en solution aqueuse et soutient la difficile réception des travaux de ce dernier thésard, avec l'aide du chimiste allemand Wilhelm Ostwald, grand promoteur de l'école ioniste.

## Distinctions et récompenses
Il est lauréat de la Médaille Davy en 1893.
En 1901, il reçoit le premier prix Nobel de chimie « en reconnaissance des services extraordinaires qu'il a rendus par la découverte des lois de la dynamique chimique et de la pression osmotique dans les solutions ».

## Hommages
L'astéroïde (34978) van 't Hoff porte son nom.

## Œuvres les plus connues
- La Chimie dans l'espace, 1874.
- Berichte der Chemischen Gesellschaft, janvier-juin 1877
- Aperçu sur la chimie organique, trad. de Ansichten über die organische Chemie, 1878.
- Étude de dynamique chimique, 1881
- Études de la dynamique chimique, 1884
- Dix années dans l'histoire d'une théorie (2e édition de La Chimie dans l'espace), 1887 Texte en ligne ;
- Cours sur la chimie théorique et physique, trad. de Vorlesungen über theoristische und physikalische Chemie, après 1898.
- Stéréochimie, nouvelle édition de Dix années dans l'histoire d'une théorie, 1892 (rédigée par W. Meyerhoffer) Texte en ligne.